# William Ahlefeldt-Laurvig

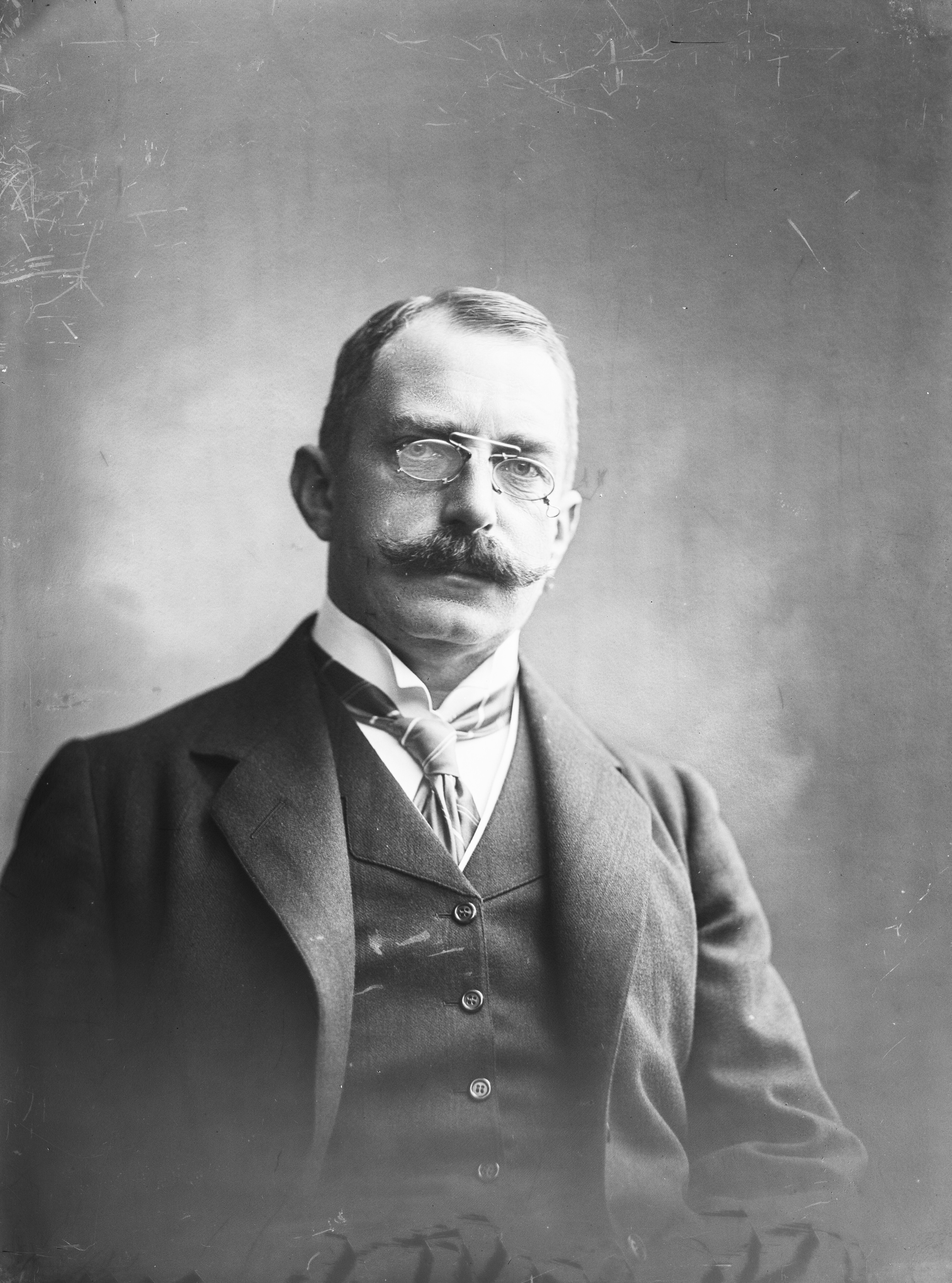
William Ahlefeldt-Laurvig

Graf Carl William Ahlefeldt-Laurvig (* 2. Mai 1860 auf Tranekær Slot; † 29. November 1923) war ein dänischer Diplomat und Außenminister.

## Leben
1878 wurde Ahlefeldt-Laurvigen Student der Staatswissenschaften in Roskilde und machte 1883 seinen Abschluss als cand.pol. Im Jahr 1886 trat er ins Außenministerium ein, wo er eine gewöhnliche Karriere machte. Zunächst war er Assistent im Ministerium, danach Attaché in Paris von 1887 bis 1889, von 1889 bis 1891 dort Legationssekretär. Von 1891 bis 1897 war er in London tätig, von 1897 bis 1908 war er Gesandter in Wien.
Ahlefeldt-Laurvigen war Außenminister im Kabinett Neergaard I von Oktober 1908 bis Oktober 1909 und in den Kabinetten Holstein-Ledreborg und Berntsen von Juli 1910 bis Juni 1913.
Von 1909 bis 1923 war Ahlefeldt-Laurvigen Direktor von Det Classenske Fideicommis.
Familie

Ahlefeldt-Laurvig war der Sohn des Grafen Frederik Ludvig Wilhelm Ahlefeldt-Laurvig (1817–1889) und dessen Frau der Komtesse Marie Albertine Mathilde (geborene Schulin, 1820–1885). Seit dem 26. April 1887 war er mit Elisabeth (geborene Komtesse Danneskiold-Samsøe, 1866–1950) verheiratet. Er hatte einen Bruder Christian Ahlefeldt-Laurvig.

## Auszeichnungen
- 1893: Ritterkreuz des Dannebrogordens
- 1898: Dannebrogsmændenes hæderstegn
- 1903: Komtur II. Klasse des Dannebrogordens
- 1904: Komtur I. Klasse des Dannebrogordens